# Fiat Campagnola
Fiat Campagnola – model lekkiego, prostej konstrukcji samochodu terenowego produkowanego przez włoski koncern Fiat. Produkcję rozpoczęto w roku 1951, model znacznej modyfikacji doczekał się w 1974 roku.

## Fiat 1101 „Campagnola” (1951–1973)
Fiat Campagnola powstał na bazie inspiracji Willysem głównie z myślą o wykorzystaniu wojskowym. Produkowano jednak również wersje na rynek cywilny. Była tania, prosta i miała skromny silnik o mocy 53 koni mechanicznych oraz wybieralny napęd na wszystkie koła; stała się podstawą zarówno na rynku cywilnym, jak i używanym w różnych włoskich agencjach rządowych.

## Fiat 1101 „Campagnola” - rekord w przejeździe przez Afrykę
W grudniu 1951 dwa Fiaty Campagnole wyposażone przez dział Fiat Special Equipment i nadwozie firmy Savio w długiej wersji HT, pokonały trasę z Algieru do Kapsztadu w obie strony w ciągu 11 dni, 4 godzin i 54 minut, ustanawiając rekord świata, który do dziś nie został pobity.

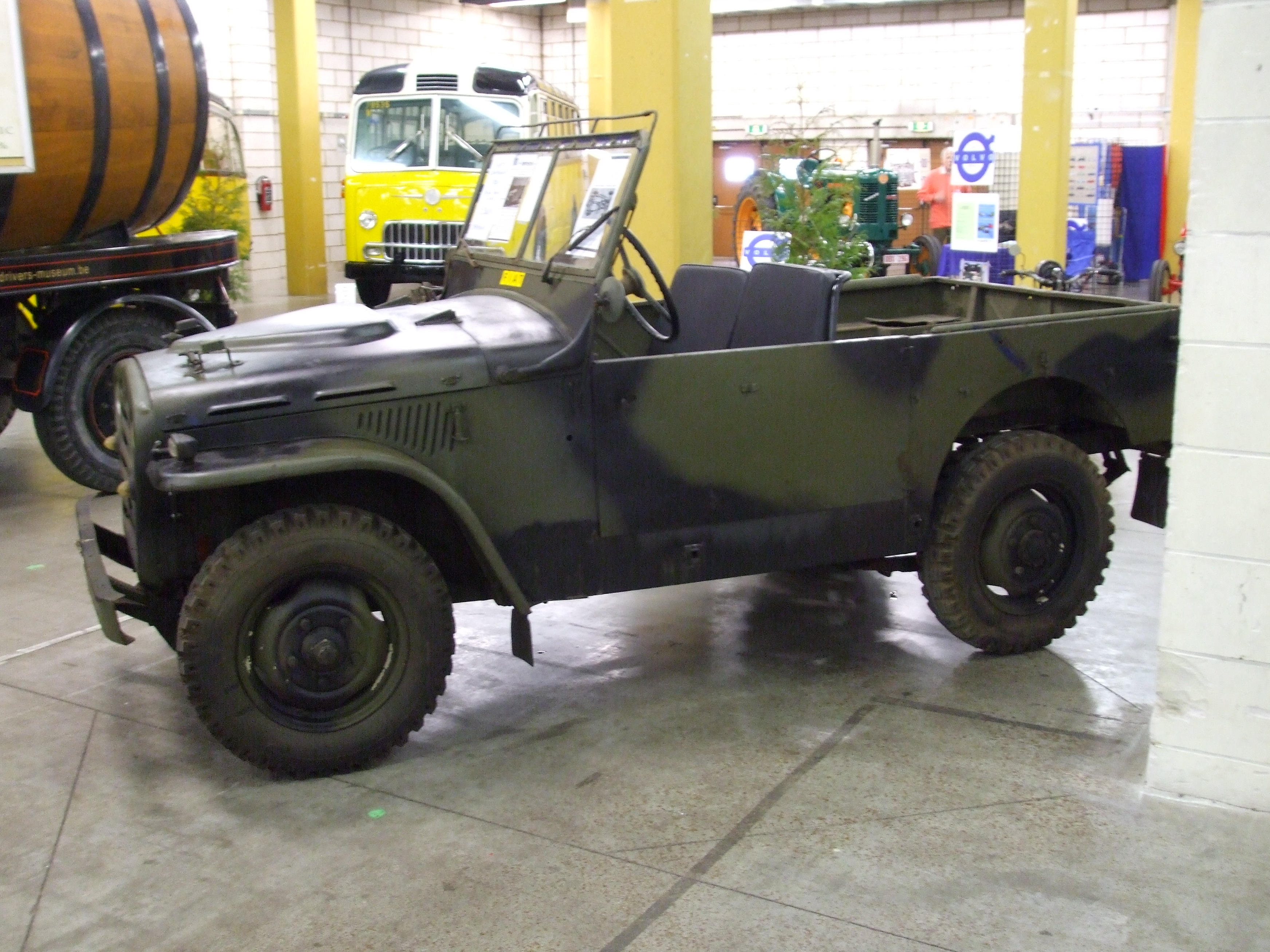
Fiat Campagnola pierwszej generacji w muzeum w Louvière.
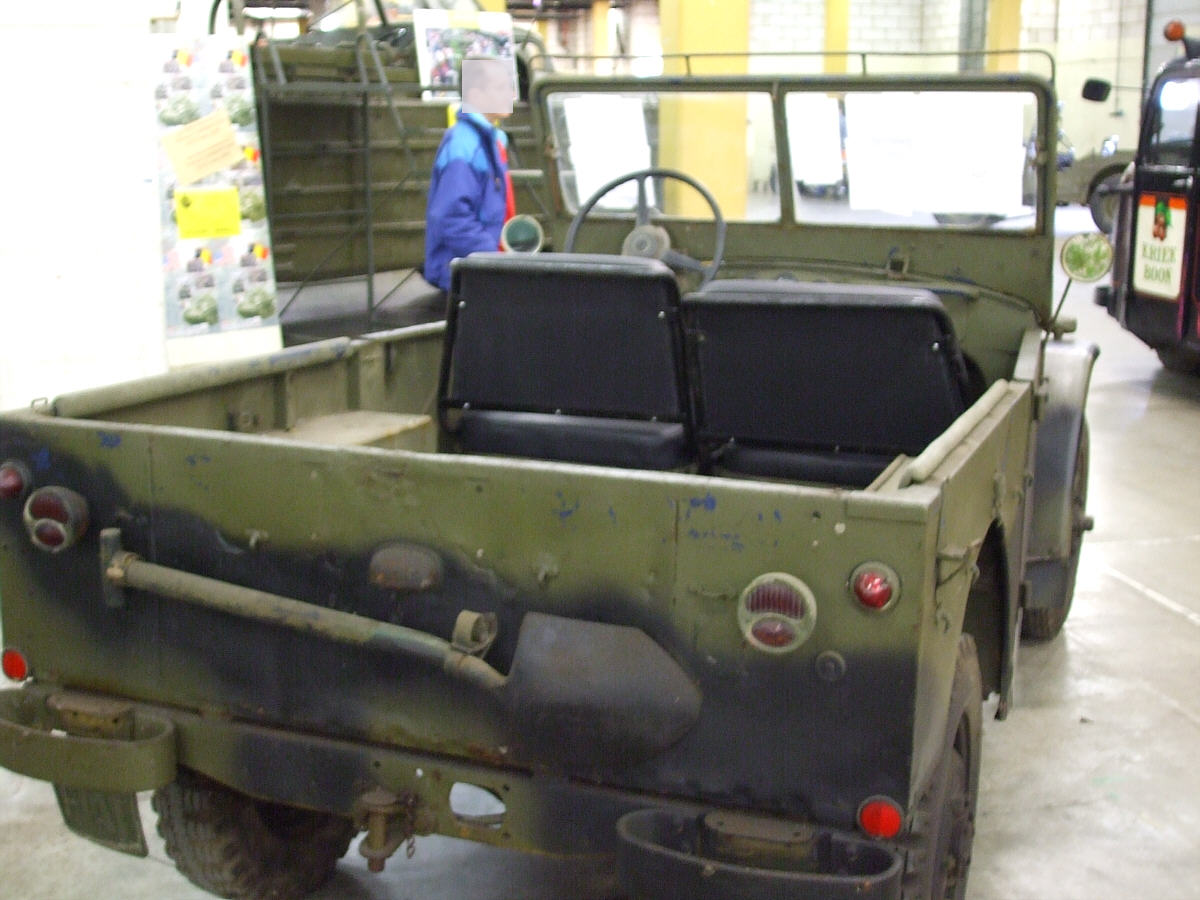
Fiat Campagnola pierwszej generacji od tyłu.
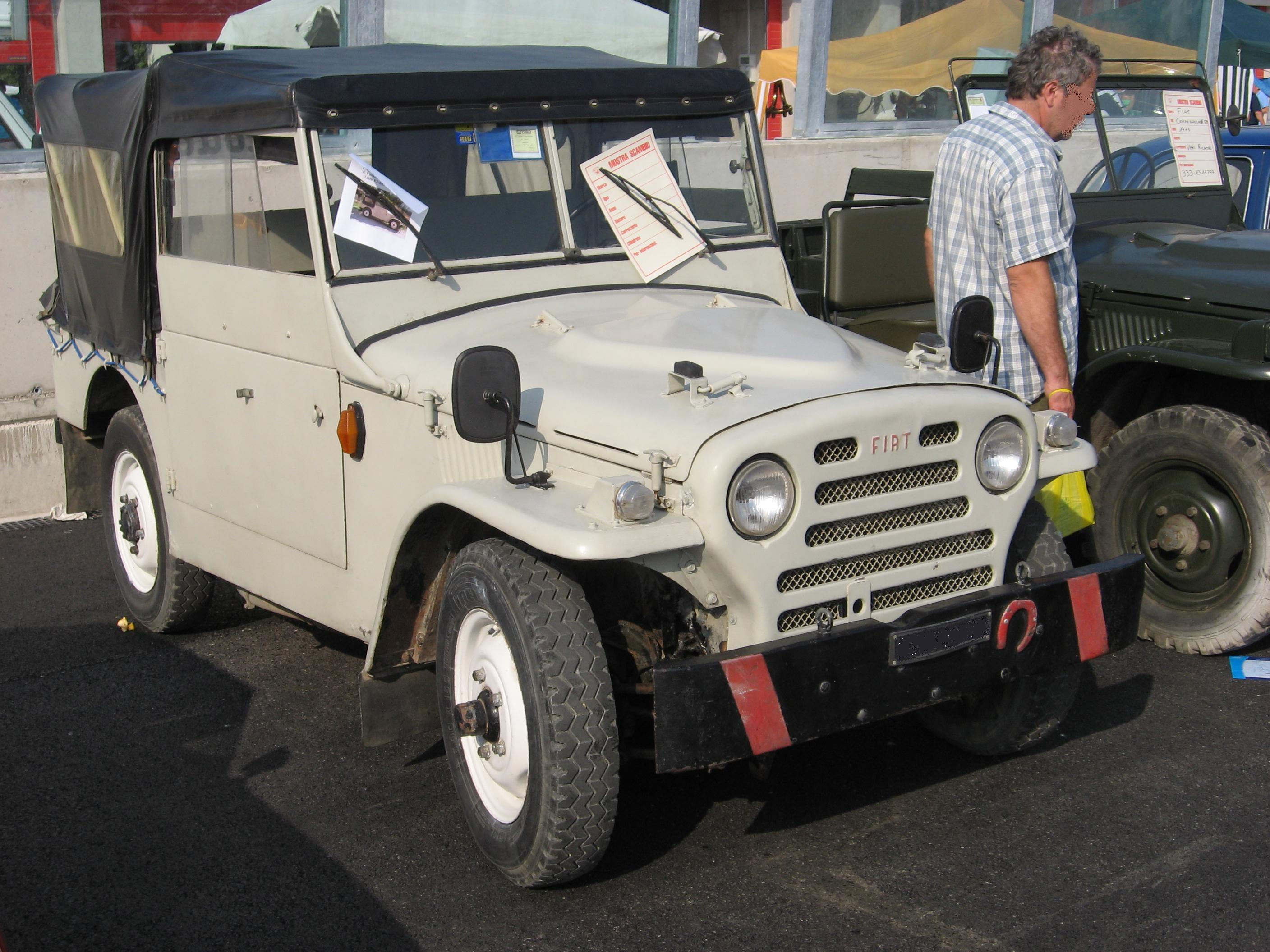
Fiat Campagnola pierwszej generacji w wersji cywilnej.

### Silniki
| Model | Silnik | Pojemność | Moc      | Układ zasilania   |
| ----- | ------ | --------- | -------- | ----------------- |
| 1101  | R4 OHV | 1901 cm³  | 53-63 hp | pojedynczy gaźnik |
| 1102  | R4 OHV | 1901 cm³  | 40-47 hp | diesel            |
| 1102C | R4 OHV | 1895 cm³  | 47 hp    | diesel            |

## Fiat 1107 „Nuova Campagnola” (1974-1987)
Campagnola została zmodyfikowana w roku 1974 i w tej wersji była produkowana aż do 1987 roku. Jest nieco większy, otrzymał większy silnik (rzędowy czterocylindrowy, który nadal generował tylko około 80 koni mechanicznych) umieszczony w dużej, kwadratowej komorze silnika, która nie tylko ułatwia naprawy, ale pozwala przejeżdżać brody o głębokości do 27 cali (Land Rover Defender, dla porównania na głębokość do 20 cali). Wnętrze stało się nieco wygodniejsze i bardziej wyrafinowane, ale to nadal pozostał wytrzymały, prosty samochód terenowy. Nie ma tam nawet schowka na rękawiczki. Może zabrać sześć osób. Samochód ten używany był m.in. jako papamobile.

### Silniki
| Model  | Silnik  | Pojemność | Moc   | Układ zasilania   |
| ------ | ------- | --------- | ----- | ----------------- |
| 1107   | R4 OHV  | 1995 cm³  | 80 hp | pojedynczy gaźnik |
| 1107 D | R4 SOHC | 1995 cm³  | 60 hp | diesel            |
| 1107 D | R4 SOHC | 2445 cm³  | 72 hp | diesel            |